# Ibuki (Street Fighter)
Ibuki es un personaje ficticio de la franquicia de videojuegos Street Fighter. Ella, quien originalmente se creía que era la hija de Geki luego resultó que únicamente eran de la misma aldea, fue enviada a investigar sobre el proyecto de Gill, pero falló. Después de eso, ella decidió llevar una vida normal. Fue aceptada en una universidad.
Ibuki vive en una aldea habitada exclusivamente por ninjas. Ha sido entrenada desde su infancia, pero le molesta lo que le ha tocado vivir. Otros ninjas de su clan incluyen a Sanjou, Enjou, Genda, Raion, Geki y Homura Yuuta.
Esto clan tiene como trabajo el robar algunos documentos de la organización de Gill. Estos documentos cuestionan del "proyecto-G", iniciado por Gill, responsable de la mutación de Necro y Twelve. 
Como dato anecdótico podemos mencionar que Geki no es su padre, sino que es su maestro, de quien usa algunas técnicas. Puede ser visto 
aleatoriamente en el escenario de Ibuki cuando esta gana, en el SF3: New Generation.
Ibuki también tiene un animal por compañía, un mapache llamado Don, y su mejora amiga Sarai Kurosawa, con la cual convive los momentos de batalla. En Street Fighter III: 3rd Strike, Ibuki, ante del duelo contra Makoto, se pone en ataque repentino en ella pero pese a todo Ibuki y Makoto son rivales amistosas. 
Ibuki retorna en Super Street Fighter IV donde una noche se escapa de su aldea en busca de "chicos guapos", como rival se encuentra con Sakura preguntándole si conocía algún chico, y si ganaba una pelea tendría que decirle quien es el. Al final Ibuki regresa a su aldea, pero llega muy tarde a su entrenamiento así que se mete en problemas.

## Curiosidad
- Ibuki hace también una aparición en el juego Pocket Fighter.

## Datos Adicionales
- Gusta: chicos guapos, su perro mapache, escuchar J-Pop, Sakura, Makoto y Elena.
- Odia: Exámenes, El comportamiento estricto de Guy (su estilo ninja), las personas que intentan hacer daño a sus amigos y Gill.
- Medidas: 95-57-91

## Actrices que interpretan la voz
- Aiyumi Fujimura (version Japonesa):
- Kat Steel (version americana):

## Curiosidad
Street Fighter III New Generation
Street Fighter III Second Impact
Street Fighter III 3rd Strike
Super Gem Fighter Mini Mix (Pocket Fighter)

## Voces y traducción
"Ibuki kenzan!"
"He aquí Ibuki!"
(Durante la entrada)
(Nota: esto es típico para los caracteres de ninja en películas y tal cuando se
aparecen en la escena)
"Katsu zo!"
"Ganaré".
(Entrada durante Ibuki vs Makoto)
"Yo... tto!"
"Así...!"
(Durante la burla)
(Nota: es especie de hablar a sí misma, como en "así que, ahora quiero hacerlo y...")
"Atare!"
"Strike".
(Durante "Kasumi Suzaku" Super arte)
"Katsu zo!"
"Gané".
(Durante "Yoroi Doushi" Super arte)
"Kurae!"
"¡ Toma!"
(Durante el arte súper "Yami Shigure")
"Makenai Oye!"
"No perderé".
(Durante la pose de Victoria)
"Shoushin shinai Oye!"
"No te todos con el corazón roto, ahora!"
(Durante la pose de Victoria)
"Saraba!"
"¡ Adiós!"
(Durante la pose de Victoria)
"Fu--n! Dame, dame!"
"* Suspiro *! Eso no servirá para nada!"
(Durante la pose de Victoria)

## Fortalezas
Amplia variedad de fácil combos de destino de cadena
Increíble combinación de capacidad
La capacidad de saltar Super, dando su mayor alcance y la capacidad para saltar cancelar Super muchos de sus ataques.

## Debilidades
Baja resistencia
Muy técnico con una gran curva de aprendizaje
Débil despertar de movimientos de reversión
Difícil combinado de ataques golpea opositores bajo.

## Trivias
Ibuki y Elena fueron los solitarios personajes femeninos en la serie de Street Fighter III hasta tercera huelga, donde se les unió Makoto y Chun-Li.
Ella parece haber un entendimiento, si no la amistad o la rivalidad, con Makoto, teniendo en cuenta que cuando las dos pelean en Street Fighter III entran parrying mutuamente con volar patadas, y luego de proa.
El otro ninja en el clan de Ibuki incluye Sanjou, Enjou, Genda, Raion y Homura Yuuta. Enjou se confunde a menudo con Geki de la original Street Fighter.
Ibuki tiene un tanuki mascota llamado Don.
Se puede suponer que tuvo algún tipo de conexión con Fei Long como se muestra en su Street Fighter 4 final, pero podría también ser Guy ya se demostró en la final de Guy, viendo como utiliza kunais para impedir que Bison hiera a Rose.
En Pocket Fighter, cuando Ibuki inicia su kunai su traje cambia para hacer su aspecto Rolento de Final Fight. También en la caza de bolsillo lo que ella produce depende de qué nivel su Super mover corre. Producirá un kunai (lats. 1), un shuriken (lats. 2) o una estatua de tanuki (lats. 3).
Ella parece haber comenzado una amistad con Sakura basado en su partido rival de SSF4 y sus antecedentes similares y el interés como combatientes de secundaria interesados en niños (o al menos un niño especial en caso de Sakura). También, cuando Ibuki gana una ronda con su súper combo, dice "Nos deberíamos totalmente salir en algún momento!" seguida de su partido victoria cita diciendo "Yo nunca con alguien fresco en mi escuela."
Ibuki tiene un notable interés en muchachos. Esto puede verse en varios de sus cotizaciones de victoria en Super Street Fighter IV donde ella evalúa sus oponentes basadas en su apariencia, comportamiento, ropa, así como su desempeño de lucha. Extrañamente, en la serie de Street Fighter III, Alex es el único personaje que Ibuki ha demostrado incluso un toque sutil de atracción, aunque en su presupuesto, es principalmente expresando su decepción en su pérdida de "instinto de poder"
Segundo traje alternativo de Ibuki para SSF4 es similar a la ropa que lleva en ciertos poses de victoria en SF3
Ibuki y Hokuto de Street Fighter EX son ambos personajes de voz por Yuri Amano. Ibuki y Elena fueron los primeros personajes femeninos en estar descalzos antes que Makoto fuera introducida.